# 비미 활동 위원회
비미 활동 위원회(非美活動委員會, House Un-American Activities Committee, HUAC, House Committee on Un-American Activities, HCUA, 1969년부터의 다른 명칭: House Committee on Internal Security) 또는 반미 활동 조사위원회는 1938년 미국의 민주주의 원칙에 어긋나는 비미국적·파괴적 활동을 조사하고 탄핵하기 위하여 하원(下院)에 처음 설치된 특별위원회이다.
1943년 이후에는 상임위원회로 되었다. 제2차 대전 후에는 특히공산주의자의 적발에 중점을 두었다.

## 의장
출처:
- Martin Dies Jr., (D-Tex.), 1938–1944
- Edward J. Hart (D-N.J.), 1945–1946
- J. Parnell Thomas (R-N.J.), 1947–1948
- John Stephens Wood (D-Ga.), 1949–1953
- Harold H. Velde (R-Ill.), 1953–1955
- Francis E. Walter (D-Pa.), 1955–1963
- Edwin E. Willis (D-La.), 1963–1969
- Richard Howard Ichord Jr. (D-Mo.), 1969–1975

## 저명한 구성원
- 펠리스 에드워드 헤버트
- 도널드 L. 잭슨
- 노아 M. 메이슨
- 칼 E. 문트
- 리처드 닉슨
- 존 E. 랜킨
- 고든 H. 쉐러
- 리처드 B. 베일
- 제리 부리스(Jerry Voorhis)

## 같이 보기
- 존 에드거 후버